# CCC Polsat Polkowice/Saison 2012
Dieser Artikel listet Erfolge und Fahrer des Radsportteams CCC Polsat Polkowice in der Saison 2012 auf.

## Erfolge in der UCI Europe Tour
In der Saison 2012 gelangen dem Team nachstehende Erfolge in der UCI Europe Tour.
| Datum        | Rennen                                       | Kat. | Fahrer                |
| ------------ | -------------------------------------------- | ---- | --------------------- |
| 6.–8. April  | Gesamtwertung Circuit des Ardennes           | 2.2  | Marek Rutkiewicz      |
| 5. Mai       | 2. Etappe Szlakiem Grodòw Piastowskich       | 2.1  | Marek Rutkiewicz      |
| 4.–6. Mai    | Gesamtwertung Szlakiem Grodòw Piastowskich   | 2.1  | Marek Rutkiewicz      |
| 12. Mai      | 3. Etappe Tour of Małopolska                 | 2.2  | Marek Rutkiewicz      |
| 10.–12. Mai  | Gesamtwertung Tour of Małopolsk              | 2.2  | Marek Rutkiewicz      |
| 29. Juni     | Bulgarische Meisterschaft – Einzelzeitfahren | CN   | Nikolaj Michajlow     |
| 6. Juli      | 4. Etappe Course de la Solidarité Olympique  | 2.1  | Adrian Honkisz        |
| 24. Juli     | Kriterium Dookoła Mazowsza                   | 2.2  | Sylwester Janiszewski |
| 26. Juli     | 2. Etappe Dookola Mazowsza                   | 2.2  | Grzegorz Stępniak     |
| 24.–28. Juli | Gesamtwertung Dookola Mazowsza               | 2.2  | Mateusz Taciak        |
| 11. August   | Memoriał Henryka Łasaka                      | 1.2  | Sylwester Janiszewski |
| 12. August   | Puchar Uzdrowisk Karpackich                  | 1.2  | Sylwester Janiszewski |

## Abgänge – Zugänge
| Zugänge           | Team 2011 | Abgänge           | Team 2012            |
| ----------------- | --------- | ----------------- | -------------------- |
| Piotr Gawroński   | Neoprofi  | Tomasz Marczyński | Vacansoleil-DCM      |
| Nikolaj Michajlow | Neoprofi  | Jacek Morajko     | Vacansoleil-DCM      |
| Łukasz Owsian     | Neoprofi  | André Schulze     | Team NetApp          |
| Grzegorz Stępniak | Neoprofi  | Łukasz Bodnar     | Bank BGŻ             |
|                   |           | Błażej Janiaczyk  | Bank BGŻ             |
|                   |           | Tomasz Smoleń     | Bank BGŻ             |
|                   |           | Mariusz Witecki   | Bank BGŻ             |
|                   |           | José Mendes       | LA Aluminios-Antarte |

## Mannschaft
| Name                  | Geburtstag         | Nationalität |
| --------------------- | ------------------ | ------------ |
| Dariusz Batek         | 27. April 1986     | Polen        |
| Paweł Charucki        | 14. Oktober 1988   | Polen        |
| Piotr Gawroński       | 25. März 1990      | Polen        |
| Adrian Honkisz        | 27. Februar 1988   | Polen        |
| Sylwester Janiszewski | 24. Januar 1988    | Polen        |
| Tomasz Kiendyś        | 23. Juni 1977      | Polen        |
| Bartłomiej Matysiak   | 11. September 1984 | Polen        |
| Nikolaj Michajlow     | 8. April 1988      | Bulgarien    |
| Łukasz Owsian         | 24. Februar 1990   | Polen        |
| Rafał Ratajczyk       | 5. April 1983      | Polen        |
| Marek Rutkiewicz      | 8. Mai 1981        | Polen        |
| Grzegorz Stępniak     | 24. April 1989     | Polen        |
| Mateusz Taciak        | 19. Juni 1984      | Polen        |
| Kamil Zieliński       | 3. März 1988       | Polen        |